# 美容外科学
美容外科学（びようげかがく、Cosmetic Surgery）は、人体の機能上の欠損や変形の矯正よりも、専ら美意識に基づく人体の見た目の改善を目指す臨床医学の一つで、独立した標榜科目でもある。医療全体がクオリティ・オブ・ライフ(QOL)重視の流れにあり、市場の拡大により広まった医療分野である。外科学の中の形成外科学(Plastic Surgery)の一分野であるが、医療目的と美容目的の差、保険診療かの差がある。また、混同されがちであるが、骨・関節・筋肉・神経など運動をつかさどる運動器の機能障害を治療する分野である整形外科学と、美容外科学は全く分野の異なるものである。

## 他科との関係
近年になってからは、形成外科学の一分野である認識もあり（日本における歴史的背景では美容整形は形成外科にも含まれないものだった）、大学病院や総合病院において美容外科がある場合は形成外科内に併設されている場合が多い。しかし、歴史的に美容外科が大学病院などで扱われはじめたのは比較的最近のことであり、街の開業医たちによって技術が育まれてきた異色の側面があった。その経緯と、既に標榜科の整形外科や形成外科の定義付けに、美容外科的なものが含まれていなかった事もあり、美容外科は1978年（昭和53年）に標榜科目に認可された。それは遡ること形成外科を標榜科目に申請する際、形成外科の重鎮が日本医師会会長の武見太郎に『形成外科は美容を含まない。』旨の一筆を入れていたからでもある。なお、美容外科に類似する名称として「美容皮膚科」があり、これは近年標榜科目としては認可された。しかし「美容内科」の名称は認可されていない）。また、近年の形成外科に美容外科を併設する風潮は、多くの形成外科が病院経営という視点において、年間ベースで赤字である、あるいは低利益であるという状況から、収益向上を図る傾向が背景にある。
美容外科は呼称として「整容外科」、「形成美容外科」、「美容整形外科」とも言われる。これはまたこの分野の施術は、一般には「整形手術」、「美容形成手術」、「美容整形手術」などと言われることが多いが、これは法律的な根拠のない俗称であり、正しくは「美容外科手術」と呼ぶべきものである。なお「整形」という言葉から誤解を受けがちであるが、整形外科は美容外科とまったく異なる診療科である。
美容外科手術を受けた患者が術後の「駆け込み寺」として形成外科の窓口を相談の場として訪れるケースが多い。上述のとおり形成外科とは身体外表の機能上の変形を取り扱う診療科目である。美容外科においても、診療の大前提として術前のインフォームド・コンセントがなされていないケースも多く問題となっている。

## 健康保険との関係・保険医や患者への搾取問題
美容外科分野の施術の多くは、病気の治療ではないため健康保険は適用されず、全額自己負担の自由診療（保険外診療）となる。ただし、患者の治療を保険医に任せる美容医療者が絶たない。美容医療の施術後に合併症を生じた患者が、施術を受けた美容クリニックで対応してもらえず、保険医療機関に駆け込むケースが少なくない。施術した美容医は責任や治療を保険医に対応させ、自らは私腹を肥やせる歪んだ状態にある。
美容外科に近いと思われる腋臭症や先天性の母斑・血管腫など、重症の眼瞼下垂と包茎(真性包茎やカントン包茎のみ)などでも、特定の治療法や重症度では保険適用が認められる疾患も多い。腋臭症を例にすると、厚労省の診療報酬点数表上にて、脇のアポクリン汗腺を除去する半永続的な根治解決方法である手術療法である「皮弁法、皮膚有毛部切除術、その他のもの」という三区分で保険診療の対象となっている。他の手法は保険適用外であるため、上記のように実際に希望する施術が保険適用施術であるか否かは、事前に確認する必要がある。
医療法人と違い監督機関や法的規制も緩く、利益を重視の運営が容易なために一般社団法人のクリニックが激増している。特に「がん治療」や「再生医療」の患者が高額の代金を支払うカモにされている。2023年度には全国の消費生活センターなどに寄せられたトラブルの相談件数は約6,000件であり、5年間で3倍近くに急増している。美容外科「高須クリニック」名古屋院院長の高須幹弥は2024年12月24日に美容外科医の7-8割がろくでもない医師な理由について、楽な割には稼げてる状況なこと、ボッタクリのクリニックが多いこと、医学部卒業後の2年間の臨床研修の修了直ぐにに美容医療の道に進む「直美」と呼ばれる医師が多いことなどを明かしている。

## 美容外科の問題点

### 安全性に関する問題
日本における美容外科の歴史において、美容外科が正式な医療行為であるとの認知に比較的時間がかかったのは、それが健康な身体に外科的侵襲を加える行為であるのに対して、安全性の確立が不十分であったことが一つの大きな要因としてある。
実際、初期の美容外科治療においては、豊胸術や顔の若返り術と称して、皮下に直接ゲル状のシリコンを注入し、合併症を引き起こしたり、隆鼻術と称して解剖学的に無謀なプロテーゼ（シリコン樹脂を板状に加工したもの）の挿入を試み、プロテーゼが後年に皮膚を突き破って出てくる症例などが散見された。
日本では、厚生労働大臣の許可を受けた場合のみ標榜することができる診療科は麻酔科のみであり、医師免許を有していれば、誰でも「美容外科医」を名乗ることができる。この「自由標榜制」は、世界的に見ても特異な制度である。
よって、経験の浅い医師の稚拙な技術や、ずさんな管理体制での施術により死に至ったり、機能障害の発生や、非可逆的な身体への侵襲を受けるケースも多くみられる。大手美容外科などの脂肪吸引での死亡事故や、広範囲におよび皮膚皮下組織の壊死が起こった例、豊胸手術の際の麻酔のミスで遷延性意識障害（いわゆる「植物状態」）になってしまうなどの医療事故、わきがの治療での麻酔による死亡など、このような医療事故は現在に至っても定期的に起こっている。
なお、国民生活センターには、現在美容医療機関での危害の報告が年間200～300件ほど寄せられている。
また保険外診療が中心の美容外科で使用される薬剤や挿入物などの安全性についても懸念されている。それらの使用物は通常、医師が自身の判断で個人輸入し使用している。ボトックスなどは未承認のものが使われるケースが9割以上であり、未承認薬は、医薬品医療機器等法に基づき販売されている承認薬に比べよりリスクが高いと厚生労働省は注意を促している。豊胸手術用の乳房インプラントに関しては厚生労働省はいずれも薬事承認しておらず、安全性に関して保障していない。
他、フィラーを注射しての「プチ整形」を巡り、後遺症や痛みが残ったなどとして訴訟に発展するケースも相次いでいる。フィラーに用いられる医薬品が未承認であることも少なくなく、専門家はトラブルに注意を呼び掛けている。
アメリカのハーバード大学医学部によると、もちろんDIY美容整形はリスクが高すぎるため、控えるべきとのことである。

### 契約に関する問題
全国の消費生活センターには、美容外科医院でのトラブル事例が多く寄せられており、取引の適正化がされていない現状が明らかになった。
「手術は早いほうがよい」などと契約を急かされたり、「ひどい状態で深刻」などと不安を煽り手術を勧める、長時間の勧誘やキャッチセールスをしたりするケースもあり、利用者が断ると値引きやクレジットの利用を進めるなど、強引な契約例が多数あるという。解約を申し出ると「解約できない」と説明される、または高額な解約料を請求されたというケースも見受けられる。
副作用・手術のリスクについてや、効果が出ない場合などの十分な説明（インフォームド・コンセント）がされていないケースも見られ、健康保険適用の疾患（包茎など）の場合、健康保険の適用外であるとの説明を受けていないなどの例もあった。このように施術内容やリスクについての説明だけでなく、価格等の契約上の説明も不十分であったり、説明そのものが行われていない場合も多い。内閣府消費者委員会は二度、厚生労働大臣に改善のための対応を求める建議を行っているが、トラブルは減っていない。

### 広告に関する問題
昨今では美容外科医院のテレビCMを見る機会も珍しくなくなった。美容整形を受け、人生が変わったという女性達を特集する番組さえある。マスメディアはしきりに美容外科ブームを煽り、経済的にさほど余裕のない大多数の人間に対しても「美容整形は素晴らしい」としきりに焚きつける。
美容外科医院では、雑誌やフリーペーパーでキャンペーン価格を広告し、安さを強調している事例が見られる。これらの広告は、医療法や景品表示法上問題があるとされる。医療法の医療広告ガイドラインでは、費用を強調した広告は禁止されている。美容医療のような自由診療の場合、広告できる施術内容は保険診療と同一の手術や、医薬品医療機器等法の承認を得た医療機器等を使用している場合に限られている。
標準的な金額を広告するようにも定められているが、広告を見て美容クリニックに出向くと、広告の料金では効果的でないと言われ、高額な施術の提示を受けたというケースなどは、医療広告ガイドラインに違反する可能性がある。また、毎月雑誌広告等で通常価格の半額等のキャンペーンを行っているようなケースでは、通常価格での販売実績がなければ景品表示法上、問題がある。
インターネットやインターネット広告（バナー・検索連動型広告など）においても、比較広告など医療広告ガイドラインに違反するおそれのある広告が多く見られる。これらのネット広告は急激に増え、2009年には雑誌広告を抜く数となった。医療機関のホームページは、キャンペーン価格、比較広告、芸能人などを載せていても、医療広告と見なされず規制の対象ではないとされ、早急な対応策が望まれていたが、2012年1月に厚生労働省は、これらの対象外であったインターネット広告を禁止する方針を発表した。
内閣府の調査によると、美容外科医院を選ぶ際、3人に1人が体験談、5人に1人が施術前後の写真が決め手になったとしている。しかし相次ぐ宣伝にまつわるトラブルの増加を問題視した厚生労働省は、2012年1月、美容外科医院のウェブサイトでのいわゆる「ビフォーアフター」写真や、「芸能プロダクション提携クリニック」や「キャンペーン今だけ○○円」などといった表現を、ウェブサイト上に掲載することを禁止する方針を決めた。

### 直美
美容整形は保険診療と比較して高収入が期待でき、労働環境も良好なため、初期の臨床研修を終えた直後に保険診療に携わらず美容クリニックに就職する「直美」を選択する医師が増加している。

## 日本の美容外科学

### 歴史
1896年に眼科医の美甘光太郎が、二重まぶた整形を世界で初めて報告した。
かつては病人を扱わないことから医学界からは下に見られていた。医師の家系である高須克弥（1969年卒）は将来性を見越して美容整形を始めると公言した際には、身内から「高須家は昔から患者のために働く医者の家系だ。医者じゃないことをするなら、かっちゃん（克弥）を親戚から排除する」とまで言われたという。また美容整形で成功を収めてからも、「医師免許という権限を与えられながら、病人でない人間にメスを入れて金を稼ぐのは外道」と自己批判している。
美容外科の利用者は年々増加傾向にあり、医師や診療所数も増加した結果、2007年には2200億円規模に達した。その後は病院・診療所間の競争化に伴い施術費用の低価格化が進み、伸び率は4～5%程度となった。さらに2008年からは不景気の影響で利用者が減り、市場規模は10%近く落ち込んだ。美容外科の需要増加、自由診療による利益率の高さもあり、大学病院等の総合病院で美容外科を標榜するところが急増してきている。現在、美容外科専門の診療所（大学病院等総合病院を含む）は1000件以上存在すると推定される。
2020年代には美容クリニックが増加し、「直美」を選択する若手医師も増加している。

### 二つの美容外科学会の存在
美容外科は歴史的に保険医療の枠から外れた分野とされて来たため、また健常人に美容目的で手術を行うことへの倫理的反感から大学病院や基幹病院での診療が行われなかった。故に美容外科は永らく街の開業医によって行われてきた。保険外診療においては、美容外科の標榜科化が比較的新しい点、医療制度が専門医でなくても看板を掲げて治療が行える点もあり様々な医師によって美容的手術が施されてきた経緯がある。それは多くの問題を生み出してきたものの、反面、一定の実績とノウハウの蓄積もみた。近年は大学病院や基幹病院の主に形成外科でも美容外科に取り組みつつある。
現在、日本には、その歴史的成り立ちや物の考え方の違いなどから「日本美容外科学会」という同名の団体が2つ存在している。一つは開業医が中心となって育んできた美容外科技術を提供する事を目的とする日本美容外科学会（JSAS：1966年日本美容整形学会として設立。1978年改称）もう一つは日本形成外科学会会員を主体とした、形成外科を派生由来とする日本美容外科学会（JSAPS：1977年日本整容形成外科研究会として設立。1978年改称）である。美容外科の看板を上げている医師はほぼこれらの学会に所属しているのが現状である。両者の主義主張は異なり、それぞれ独自の認定医療施設制度（認可未認可含む）を設けるなど独立した路線を維持しているために、美容外科施術を考えている人にとって混乱の元となっている。しかし2つの学会の会員には所属学会が違っても個人的な交流があることがあり、2つの学会とも所属・参加している医師も少なくない。

### 社会的環境
美容外科手術を行ったことについて恥という感覚を持つ人も多いので、他人が美容外科手術を受けた事実を公表する場合には、手術を受けた者の名誉やプライバシーを侵害しないように配慮が必要である。
市民権を既に得ている美容外科施術としては、脱毛や縮毛矯正などがある（これらは侵襲性がないので、手術ではない）。

## 世界の美容外科
2009年の国際美容外科学会資料により、世界各国で美容整形手術件数の多い国は、1位アメリカ（18.5%）、2位中国（13.8%）、3位ブラジル（12.4%）、4位インド（6.5%）、5位メキシコ（4.9%）、6位日本（4.7%）、7位韓国（4.1%）、8位ドイツ（2.8%）、9位トルコ（2.3%）、10位スペイン（1.8%）となっている。

### 韓国の場合

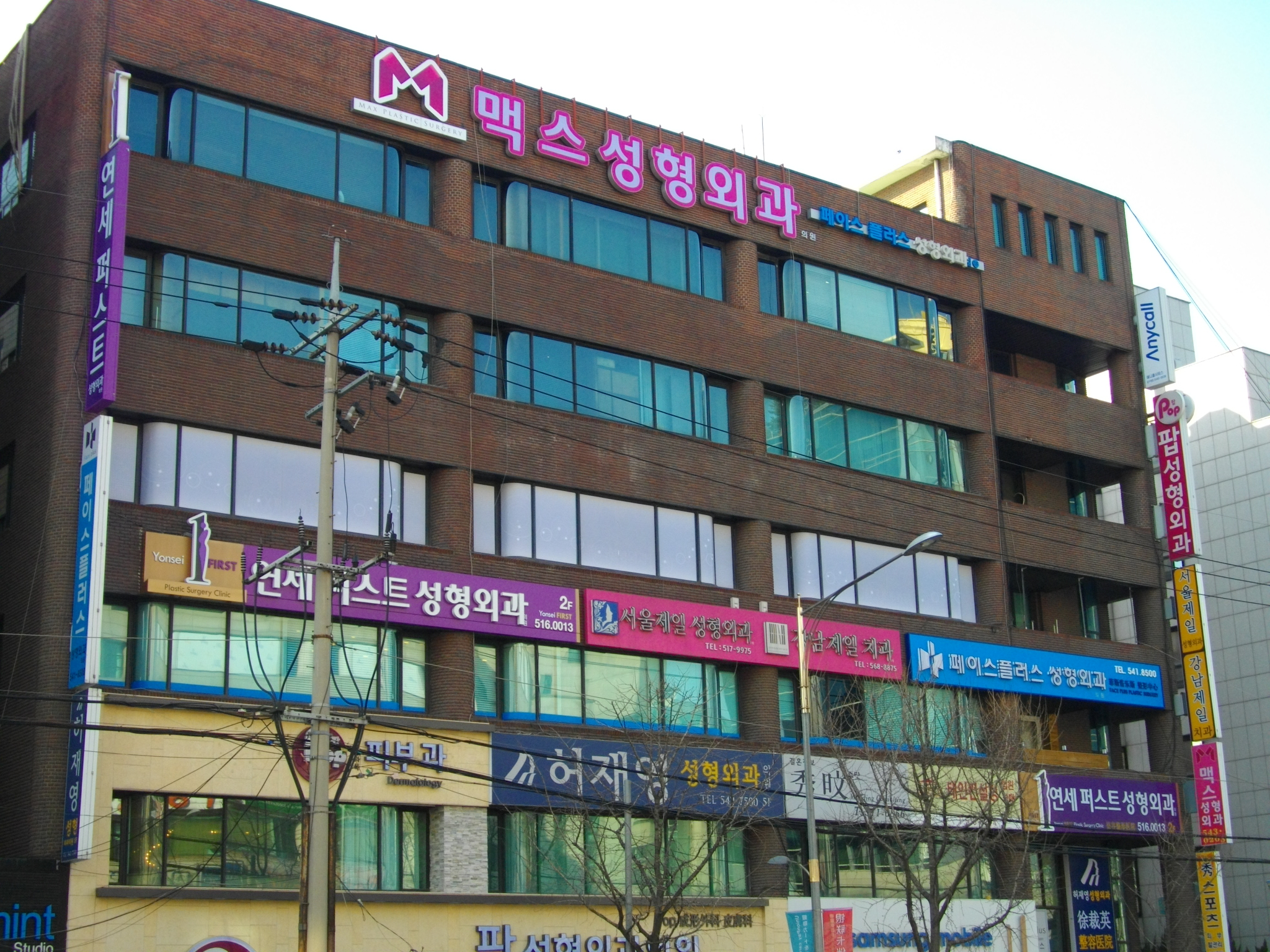
狎鴎亭のとあるビル
ビルの至る所に表記されている「성형외과」とは「成形（美容整形）外科」の意味であり、このビル全体が美容整形クリニックの集合体となっている

大韓民国では美容整形が盛んで、ソウル特別市江南区の新沙洞・狎鴎亭洞・清潭洞の一帯だけで、100軒を超える美容形成クリニックが立ち並び、「美容整形大国」と称される。韓国で美容整形が本格解禁されたのは1998年の金大中政権になってからとなる。
韓国でも以前は美容外科を利用した事実を隠す傾向があったが、主に芸能界において施術を告白することが「潔い」とされるようになるに従い、一般人においても美容手術を忌避する傾向が弱まった。
『韓国のアイドル、9割はデビュー前に大工事』と言われ「削って入れて抜いて…わたしの体は工事中」「手直しすれば売れる」「レッスン生3年目なら最低10回整形・ボトックス」と韓国の芸能志望の若者の実態を、大手新聞社が伝えるほどである。ソウル市内整形外科専門医たちに意見を聞いた結果、「テレビに出てくるアイドル歌手や練習生の９０％は整形手術を受けたようだ」という答えが出た。 美庫整形外科ユン・ウォンジュン院長は「今、整形手術は芸能人を夢見る青少年たちがデビューを控えて当然経なければならない必須コースになった」とし「自分の商品価値を高めるには当然手術をしなければならないと考える場合が多い」と話した。 彼らが主に受ける手術は顔面輪郭術と脂肪除去術。 JK整形外科配準性院長は「顔では目、鼻、顔面輪郭術をセットにして割引まで受けることが多い」と述べた。
男性が美容整形を受ける事例も増加しており、美容外科を訪れる利用客の30 - 40パーセントが男性客である。韓国社会では就職と外貌はとても近い関係にあり、就職活動が近い学生が長期休暇中に整形手術を受ける事例が多い。求職者の15パーセントが就職のために美容整形を受けており、16.9パーセントが手術の計画があるという調査結果もある。

## 関連診療科目
- 形成外科学
- 整形外科学
- 皮膚科学